# Open deurtje
Een open deurtje was tot de invoering van het nieuwe erfrecht in Nederland in 2003 het gebruik op sommige notariskantoren om een testament voor te lezen, terwijl de onder het Oud BW verplichte getuigen in een andere kamer konden 'meeluisteren' doordat de deur tussen de notaris- en de klerkenkamer voor een deel open bleef staan, dan wel doordat zij via een luidspreker in de klerkenkamer konden meeluisteren. Een voordeel was dat de personeelsleden konden doorgaan met hun werk; anderzijds konden zij het voorlezen van het testament niet altijd helemaal volgen.

## Oud BW
Volgens art. 1000 van het Oud Burgerlijk Wetboek moest de notaris bij het passeren van een testament de wettelijke formaliteiten in acht nemen, op straffe van nietigheid van het testament.
Volgens art. 985 van die wet moest een uiterste wil bij openbare akte ten overstaan van een notaris en in tegenwoordigheid van twee getuigen worden verleden.
Volgens art. 986, lid 5, van die wet moest de akte, na voorlezing en dergelijke, door de erflater, de notaris en de getuigen worden ondertekend.

## Nieuw BW
Op 1 januari 2003 werd het nieuwe erfrecht van kracht. Daarin is de wettelijke verplichting van de getuigen afgeschaft.

## Jurisprudentie
In een arrest van de Nederlandse Hoge Raad (HR 13 januari 2006, NJ 2008/545 is bepaald dat veronachtzaming van het getuigenvoorschrift bij een 'open deurtje' onder het oude recht, niet tot gevolg mag hebben, dat daaraan de sanctie van art. 1000 Oud BW wordt verbonden, en daarmee werd de eis van de kinderen van de erflater tot nietigverklaring van het testament, dat nog onder het oude recht was verleden, afgewezen. De Hoge Raad heeft daarmee in zijn arrest, gewezen onder het regime van het nieuwe recht, een met het oude recht strijdig vormvoorschrift desondanks geaccepteerd en zich in zijn rechtsoverwegingen laten leiden door opvattingen die uiteindelijk tot het nieuwe recht hebben geleid. Dit noemen juristen de anticiperende werking van het recht, in dit geval achteraf toegepast.